# Tríada capitolina

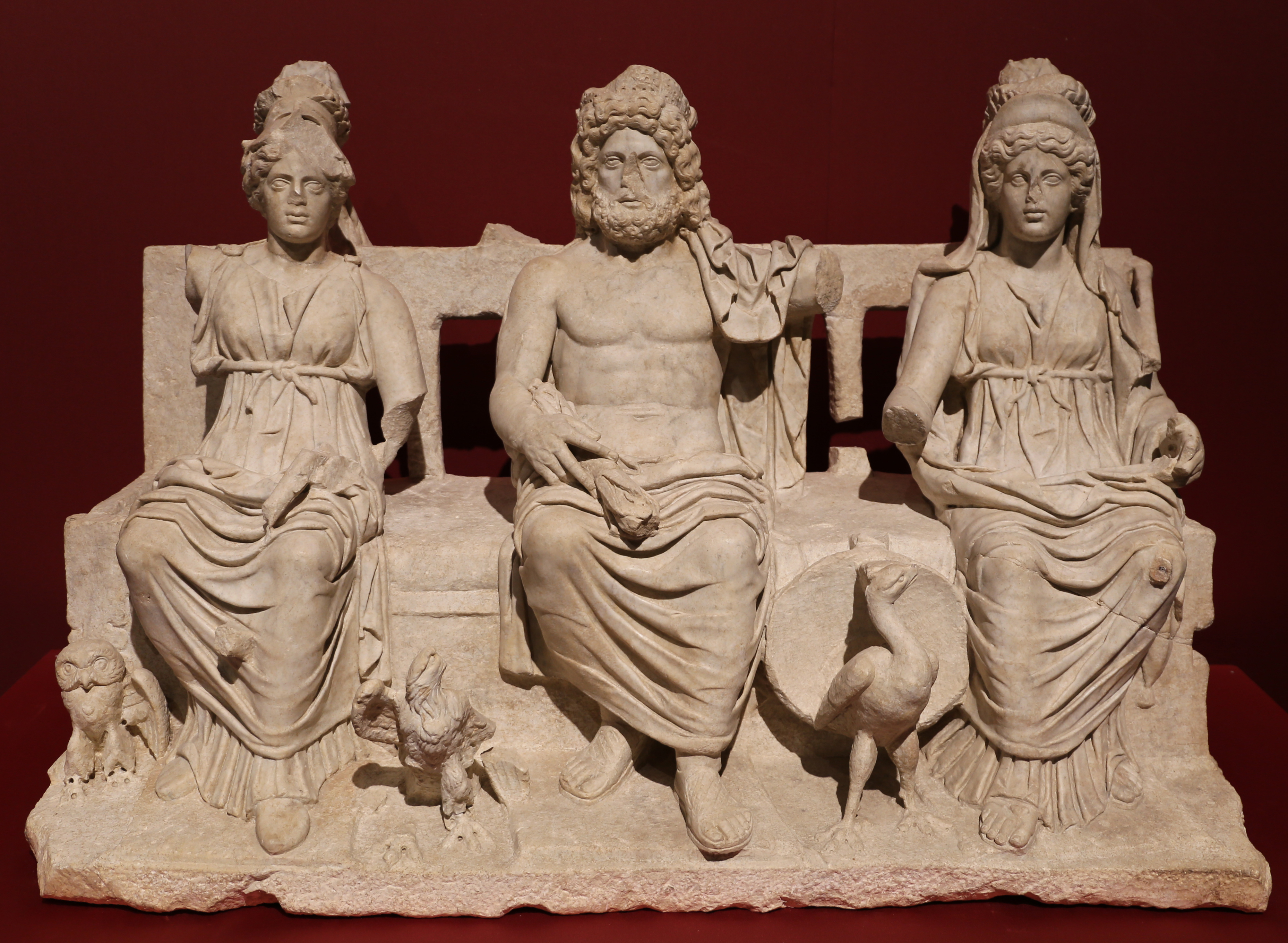
Grup escultòric de la tríada capitolina. Museu Arqueològic Nacional de Palestrina, trobada el 1994.

Tríada capitolina és el nom que es dona al conjunt dels tres déus principals de la religió romana.
Com en les altres religions indoeuropees, entre els romans existia una marcada tendència de reunir els déus en grups de tres, i d'això venen les diferents tríades.
La primera tríada o tríada arcaica estava formada per Júpiter, Mart i Janus, però aviat Janus va ser substituït per Quirí. El seu culte era important i els tres sacerdots principals se'n deien flamines. Durant molt de temps es va desconèixer la seva existència, ja que la religió romana va evolucionar i va substituir aquesta tríada per una altra que, per distingir-la de l'anterior, els acadèmics anomenen "clàssica".
La tríada clàssica era coneguda també amb el nom de "capitolina", tenia el seu temple al Turó Capitolí, i estava formada per Júpiter, Juno i Minerva. Derivava de la mitologia etrusca (tríada etrusca, formada per Tínia, Uni i Menrva).

## La tríada arcaica
Les tres deïtats que formaven la primera tríada eren: Júpiter, Mart i Quirí o Janus. Aquesta estructura va desaparèixer amb el temps, substituïda per una altra.
Georg Wissowa, en el seu manual sobre religió romana, va identificar l'estructura d'una tríada a partir de l'estudi de les funcions dels sacerdots. Va descobrir que hi havia tres flamen encarregats del culte a tres déus i, amb la distinció de ser flamines maiores. Va notar que aquesta estructura que distingia tres déus semblava tenir un lloc predominant en la majoria de les fórmules que els sacerdots recitaven en els rituals dels períodes més antics i, per altra banda, tenien una relació directa per a determinar la importància d'un sacerdot, que segons la jerarquia romana seguia el següent ordre: rex sacrorum, flamen dialis, flamen Martialis, flamen quirinalis i pontifex maximus, en ordre decreixent d'importància. Wissowa va pensar que, si bé aquest ordre no coincidia amb l'estatus que havien tingut en els darrers temps, potser reflectia la jerarquia que havia existit en els primers temps de la creació de la religió romana.
Wissowa citava com a referències per demostrar l'existència d'aquesta tríada :Servi Maure Honorat en Comentari a l'Eneida, VIII 663, en què es descriu el ritual dels salii; Polibi, Històries, III 25, 6, en què es narra un tractat establert pels fecials entre Roma i Cartago; Titus Livi: Ab Urbe Condita, VIII 9, 6, en què es descriu la fórmula de la devotio de Decius Mus; Sext Pompeu Fest: De verborum significatu: spolia opima, Plutarc: Vides paral·leles: Marcellus, 8 i Servi Maure Honorat, Comentari a l'Eneida, VI 860, aquests tres també sobre la devotio.
Wissowa també va identificar la presència d'aquesta tríada en els rituals, escrits en idioma umbre, a les taules d'Iguvium on els déus Iove, Marte i Vofionus anaven junts amb l'epítet grabovius i pel fet que a Roma els tres flamines maiores estaven implicats de manera especial el culte de la deessa Fides.
Tot i ser el descobridor de la triada arcaica, Wissowa no va anar més enllà intentant explicar el significat d'aquest sistema (que ell va anomenar Göttersystem). Va ser Georges Dumézil qui, en diversos treballs, en especial en el seu llibre La religion romaine archaique, va presentar una hipòtesi sobre el sentit d'aquesta tríada. Segons aquest autor, aquesta estructura no és exclusiva de la religió romana, sinó que es troba en totes les religions de les cultures d'origen indoeuropeu. En un moment del passat, comú a totes aquests religions (protoindoeuropees), el politeisme responia a la necessitat de respondre a l'esquema trifuncional de la societat. La deïtat suprema tenia a veure amb els poders i prerrogatives dels governants i de la classe sacerdotal, en segon lloc hi havia una deïtat relacionada amb els poders requerits en els guerrers i, en tercer lloc, calia una altra deïtat relacionada amb coses valorades pels humans en general, però en especial per la classe treballadora: la riquesa, la fertilitat i el plaer. Curiosament, aquesta estructura que va ser comuna en el passat i es pot trobar en: la religió romana, l'escandinava, la celta i l'índia, només ha perdurat en la religió vèdica.
A Roma, Júpiter era entès com el governant suprem dels cels i déu del tro, el qual estava representat a la terra pel rex sacrorum, figura que va ser substituïda pel flamen dialis. L'aspecte legal estava representat per Júpiter i també per Dius Fidius, que alguns autors han interpretat com a diferents noms del mateix déu. Júpiter correspon a la primera funció descrita per Dumézil.
El déu Mart tenia, entre altres funcions la de ser invocat en temps de guerra, els seus poders estaven representats pel flamen martialis; per tant, s'ajusta a la segona funcionalitat de la tríada.
Quirí és un déu enigmàtic, al qual s'atribuïa l'organització del poble romà en cúries, un déu civilitzador relacionat amb el poder de produir, això fa que encaixi en la tercera funció; el fet que demostra que era un dels déus importants és que tenia un sacerdot exclusiu per al seu culte, el flamen quirinalis.
A més de tenir en compte les referències que ja citava Wissowa per fonamentar l'existència d'una tríada arcaica, Dumézil va afegir la importància de la règia, l'antic centre del culte a Roma i residència oficial del rex sacrorum. Com s'ha pogut comprovar per les restes arqueològiques, aquest edifici allotjava tres deïtats (o les seves estàtues) en tres sales separades: Júpiter, Mart i Ops; la substitució de Quirí per Ops té sentit per a Dumézil, ja que era el déu invocat per obtenir abundància i bones collites, cosa que el fa pertànyer també a la tercera funció.
Hi havia un culte que implicava la presència dels tres flamines maiores, el culte a Fides: els tres portaven junts en processó l'estàtua d'aquest déu agafant-la amb la mà dreta embolcallada en un drap per no afegir-li impureses. El guerrer que rebia la spolia opima, per haver matat el cap dels enemics, havia de dedicar-la a un dels tres déus suprems: a Júpiter si el mort era un rei o equivalent, a Mart si era un oficial de l'exèrcit i a Quirí si era un soldat comú. El culte a la tríada implicava oferir en sacrifici tres animals: un bou a Júpiter, una suovetaurília a Mart i un corder mascle a Quirí.
Alguns autors han objectat a la teoria de Dumézil que la identificació de Mart amb la segona funció no estava clara, ja que de vegades, Júpiter i Quirí també eren invocats amb motiu d'una guerra. En resposta a això, Dumézil va fer notar que Mart representava els guerrers de les famílies aristocràtiques mentre que Quirí estava més relacionat amb activitats civils. Hi ha un paràgraf d'un text escrit per Juli Cèsar en què, amb menyspreu, fa servir la paraula quirites (que s'ha traduït per "ciutadans") per a referir-se als seus soldats, en lloc de fer servir la paraula milites ("soldats"). La paraula quirites procedeix del déu Quirí; podria ser que antigament aquest déu tingués un aspecte més militar que el mateix Mart, mentre que Mart va tenir un caràcter més agrícola, però amb el temps i sembla que per síntesi amb la cultura grega, que va identificar Mart amb Ares, les funcions de Quirí i Mart es van modificar, cosa que ja havien suggerit altres autors.
La tríada arcaica, tal com la proposava Dumézil no era, en sentit estricte, una tríada sinó més aviat una estructura en què es fonamentava la primera religió dels romans i una reflexió sobre l'herència comuna indoeuropea.

## La tríada clàssica

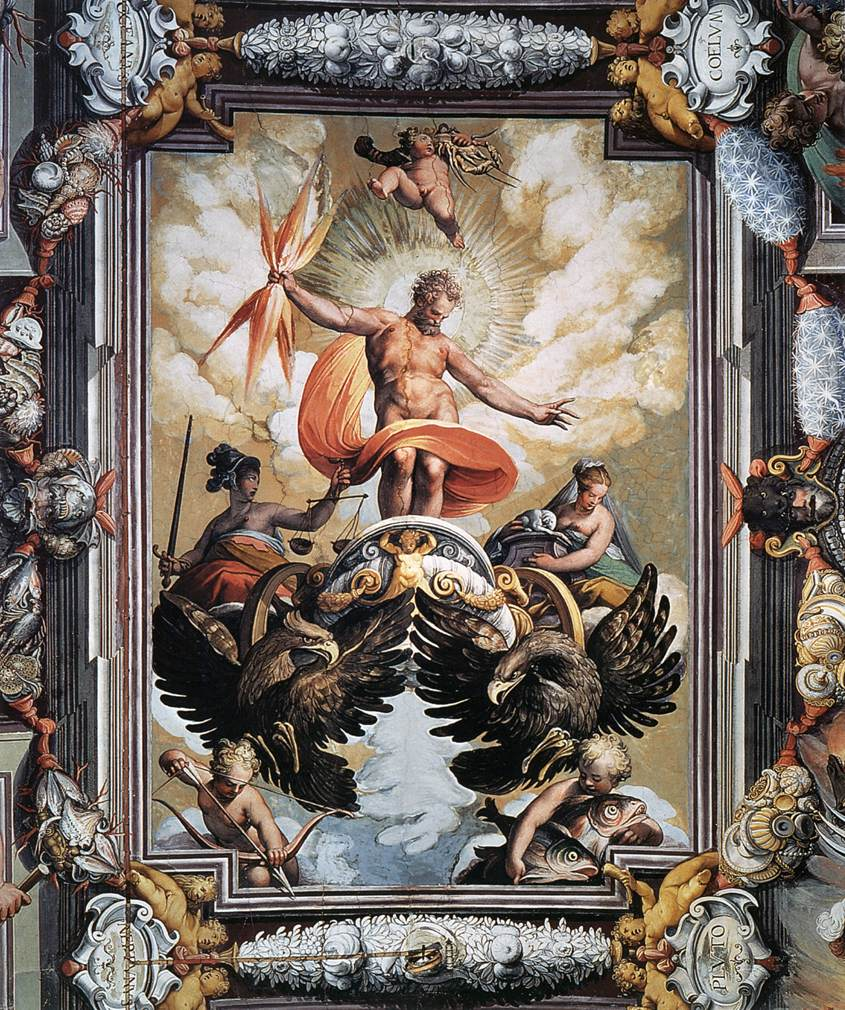
Representació manierista de la tríada capitolina; obra de Jacopo Zucchi (entre 1589 i 1592).

Sembla que va ser per influència etrusca que la primitiva tríada romana es va substituir per una segona formada per: Júpiter, Juno i Minerva.
La tríada etrusca estava formada per un déu de caràcter masculí, Tínia, i dues deesses: Uni, que era la seva esposa i Menrva, la filla de tots dos i deessa de la saviesa. Aquesta combinació de déus és estranya a les religions indoeuropees. El paral·lelisme és evident, ja que entre els romans, Juno regina era considerada l'esposa de Júpiter i Minerva era la deessa de la saviesa.
L'any 509 aC, es va construir un temple a Júpiter a dalt del turó més alt de la ciutat, el temple es deia Temple de Júpiter Optimus Maximus; al seu interior però, hi havia tres cel·les, les altres dues estaven ocupades per les estàtues de Juno i de Minerva.
En l'època de la Roma clàssica no es va donar la correspondència de les tres funcions i les tres classes socials. Aquests tres déus eren els preferits per la classe aristocràtica, mentre que els ciutadans de classe treballadora preferien anar a fer les seves ofrenes a altres temples de la ciutat. Juno tenia el culte repartit en diversos temples i era invocada amb diverses funcions. Un altre santuari dedicat a la tríada, de menor esplendor, estava construït al lloc anomenat Capitolium Vetus, al turó Quirinal. Es creu que era més antic que el de Jupiter Optimus Maximus i encara existia a finals del segle i, segons va esmentar Marc Valeri Marcial. Amb el temps, la classe treballadora i els esclaus van adoptar una tríada pròpia: Ceres, Líber i Líbera, que tenien temples al turó Aventí i que potser era d'importació grega, ja que a Eleusis es practicava la veneració a tres déus amb funcions semblants (Demèter, Iacus i Persèfone).
Durant l'expansió de Roma per la península Itàlica, es van construir diversos temples dedicats a la tríada, que s'anomenaven capitolium, derivat de caput («líder») perquè eren els déus més importants, els que lideraven el panteó de tots els déus. D'ells deriva també el nom del turó més alt de Roma, el capitoli o residència dels déus capitals. En època d'August i els emperadors de la dinastia Júlio-Clàudia es va estendre per tota la Mediterrània el culte a la tríada capitolina. El temple més antic dels que es van fer en aquell temps està a Emporiae, la ciutat romanitzada d'Empúries.

## Temples

### A la península Itàlica
- Capitolium de Brixia (Brèscia)
- Capitolium de Cumes
- Capitolium de Minturnae (Minturno)
- Capitolium d'Ostia
- Capitolium de Tarracina (Terracina)
- Capitolium de (Bèrgam)
- Capitolium de Potentia (Porto Recanati)

### A la Gàlia i Germània
- Capitolium de Glanum (Saint-Rémy-de-Provence)
- Capitolium de la Colonia Ulpia Traiana (Xanten)

### A Àfrica
- Capitolium de Curculum (Cuiciul, Djémila)
- Capitolium de Thugga (Dougga)
- Capitolium de Sufetula (Sbeitla), conjunt de tres temples separats.
- Capitolium de Thuburbo Majus
- Capitolium de Volubilis (Qsar Fir'awn)

### A l'est de la Mediterrània
- Capitolium d'Emesa (Homs)